# نووپتروفکا (شهرستان شارانسکی، باشقیرستان)
نووپتروفکا (انگلیسی: Novopetrovka, Sharansky District, Republic of Bashkortostan) یک شهرک در شهرستان شارانسکی استان باشقیرستان کشور روسیه است.